# Wienerprocess
Wienerprocess är en stokastisk process som används för modellering av Brownsk rörelse och slumpmässiga finansiella skeenden. Den amerikanske matematikern Norbert Wiener har gett namn åt processen.
Wienerprocessen är en av de mest välkända Lévyprocesserna, och beskrivs liksom övriga sådana i kontinuerlig tid. Förändringar styrs av sinsemellan oberoende slumpvärden.